# Musashi
musashi（遺伝子記号: msi）は、ショウジョウバエの遺伝子。この遺伝子の機能が欠失すると剛毛が二本に増える表現型を示す。二刀流の宮本武蔵から名付けられた。遺伝子座は細胞学的遺伝子地図で 96E2-4（第三染色体右腕）にある。
ショウジョウバエの剛毛は感覚器の一部であり、外部からの機械刺激を受け取る神経系である。この遺伝子は核に局在するRNA結合蛋白質をコードし、神経幹細胞で発現している。msi がなくなると本来神経になるべき細胞が剛毛に変化する。msi タンパク質は Tramtrack mRNA の 3' UTR に結合し翻訳を阻害する。Tramtrack タンパク質は神経への運命を阻害する機能をもつ。相同遺伝子はヒトにも存在し神経幹細胞で同様の機能をになっていることが予想されている。